# Casa de Estuardo
La Casa de Estuardo (Stuart o Stewart, en inglés) fue la dinastía reinante en Escocia desde 1371 hasta 1603, y desde entonces en el conjunto formado por esta con Inglaterra e Irlanda hasta 1714, exceptuando el periodo de la República (1649-1660).
El primer período de la dinastía abarcó hasta la proclamación de la República (1649). Después de una década regresaría la monarquía de los Estuardo. En 1689 Jacobo II fue depuesto y reemplazado revolucionariamente por su hija María II y el esposo de esta Guillermo III de Orange. A la muerte de ella en 1694 Guillermo III continuó gobernando en solitario y tras su muerte en 1702 subió al trono la última Estuardo, la reina Ana I, que se convirtió en la primera reina de Gran Bretaña e Irlanda hasta 1714. Al fallecer sin descendencia directa la sucedió su pariente lejano Jorge I, instalándose así la casa de Hannover. 

## Origen e historia

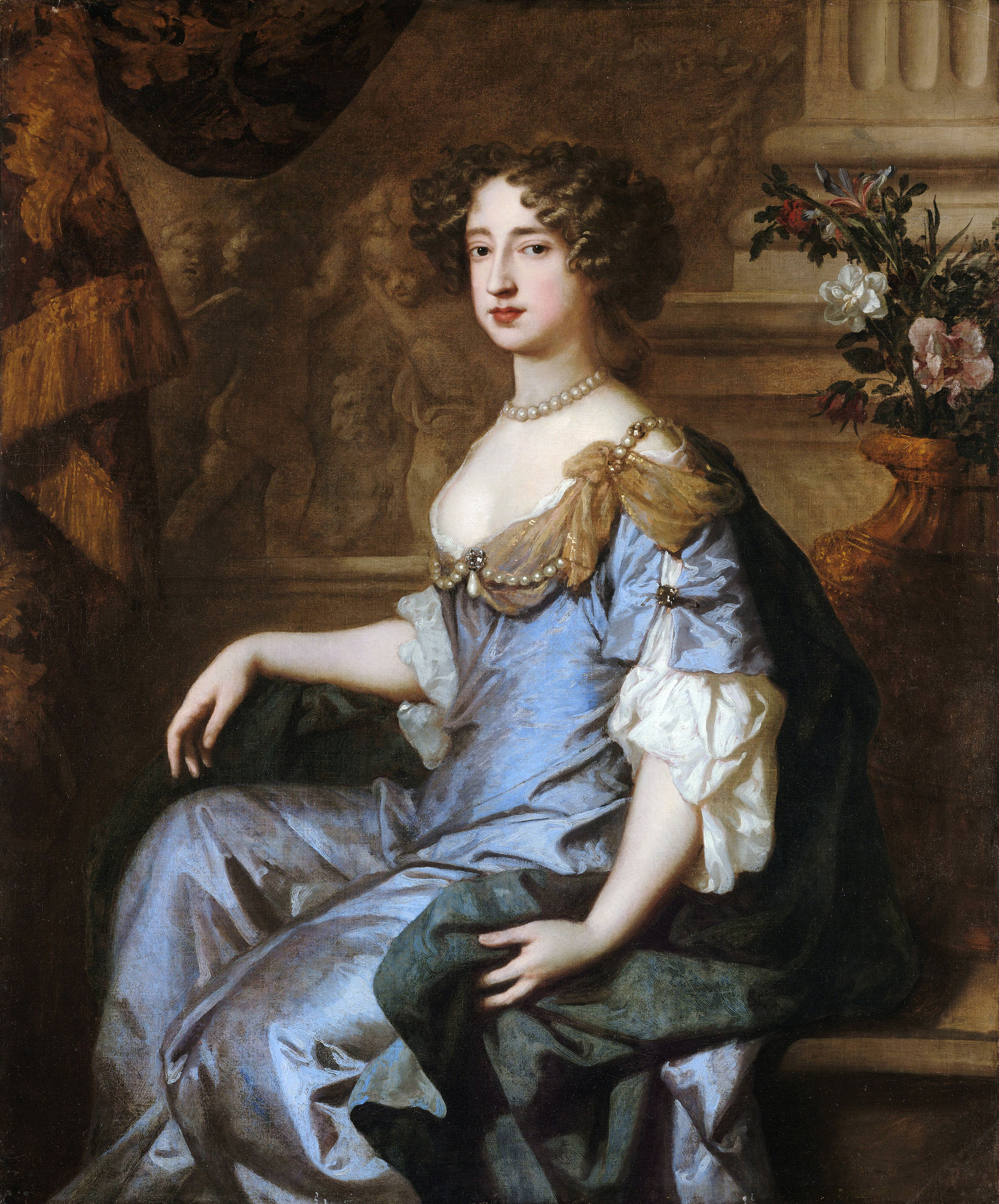
María II

El más antiguo miembro conocido de la Casa de Estuardo fue Flaad I («el Senescal», «steward» en inglés), noble bretón del siglo XI perteneciente al séquito del señor de Dol y Combourgo. Flaad y sus inmediatos descendientes ostentaron el cargo honorario y hereditario de Dapifer ("el portador de alimentos") del señor de Dol. Su nieto Flaad II entró al servicio de Enrique I de Inglaterra, protagonizando el "paso" de la dinastía de Bretaña a Gran Bretaña, que fue donde se fraguó su destino.
Walter FitzAlan (1106 - 1177), nieto de Flaad II e hijo de Alan fitz Flaad, nació en Oswestry (Shropshire). Con su hermano Guillermo, antepasado de la familia de los condes de Arundel, apoyó a la Emperatriz Matilde de Inglaterra contra su primo Esteban I de Blois, durante el período conocido como la Anarquía. Otro de los aliados de Matilde fue su tío David I de Escocia, de la casa de Dunkeld. Después de que Matilde, habiendo básicamente fracasado en su intento de hacerse con el trono, tuviera que refugiarse en el condado de Anjou, muchos de sus partidarios ingleses hubieron también de exiliarse. Fue en ese momento cuando Walter se estableció en la Escocia de David I, que le concedió tierras en el Renfrewshire y el cargo de Lord High Steward, que el siguiente rey escocés Malcolm IV transformó en hereditario. El hijo y heredero de Walter adoptó el apellido Stewart (Steward —> Stewart —> Stuart, castellanizado como Estuardo).
Roberto Estuardo, hijo Walter Estuardo, Gran Senescal de Escocia y de Marjorie, hermana del rey David II de Escocia, se convirtió en el heredero de los Bruce (casa real de Escocia) y a la muerte de su tío sin herederos directos, fue coronado rey de Escocia como Roberto II en 1371.

## Reyes de Escocia
- Roberto II, 1316–1390, Rey de Escocia de 1371 a 1390
- Roberto III, 1337–1406, Rey de Escocia de 1390 a 1406
- Jacobo I, 1394–1437, Rey de Escocia de 1406 a 1437
- Jacobo II, 1430–1460, Rey de Escocia de 1437 a 1460
- Jacobo III, 1452–1488, Rey de Escocia de 1460 a 1488
- Jacobo IV, 1473–1513, Rey de Escocia de 1488 a 1513
- Jacobo V, 1512–1542, Rey de Escocia de 1513 a 1542
- María I, 1542–1587, Reina de Escocia de 1542 a 1567
- Jacobo VI, 1566–1625, Rey de Escocia de 1567 a 1625

La reina María I fue mandada ejecutar por la reina Isabel I de Inglaterra. Sin embargo, a la muerte de esta en 1603 subió al trono de Inglaterra el hijo de María, Jacobo VI de Escocia como Jacobo I de Inglaterra, instaurando la dinastía Estuardo en Inglaterra.

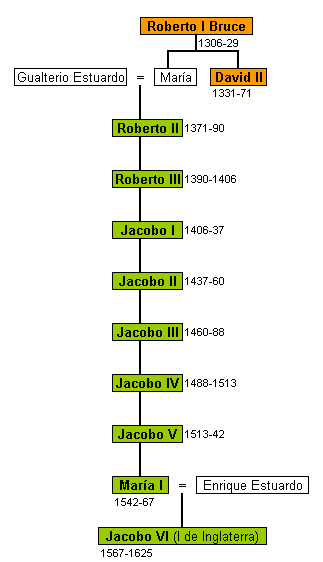
Árbol genealógico de los reyes de Escocia de la dinastía Bruce (en naranja) y Estuardo (en verde), hasta la unión dinástica con Inglaterra.

## Reyes de Inglaterra
- Jacobo VI de Escocia y I de Inglaterra, Rey de Inglaterra de 1603 a 1625
- Carlos I de Inglaterra y Escocia, Rey de Inglaterra y Escocia de 1625 a 1649
- Carlos II de Inglaterra y Escocia, Rey de Inglaterra y Escocia de 1660 a 1685
- Jacobo VII de Escocia y II de Inglaterra, Rey de Inglaterra y Escocia de 1685 a 1688, el cual continuó reclamando los tronos inglés y escocés tras su deposición en 1688
- María II de Inglaterra y Escocia, Reina de Inglaterra y Escocia de 1689 a 1694, junto con el Rey consorte Guillermo III, de la casa de Orange
- Ana de Inglaterra y Escocia, Reina de Inglaterra y Escocia de 1702 a 1707

## Reyes de Gran Bretaña
- Ana de Gran Bretaña, Reina de Gran Bretaña de 1707 a 1714

En el interregno entre Carlos I y Carlos II, Inglaterra fue una república y después un Protectorado bajo Oliver Cromwell y Richard Cromwell.

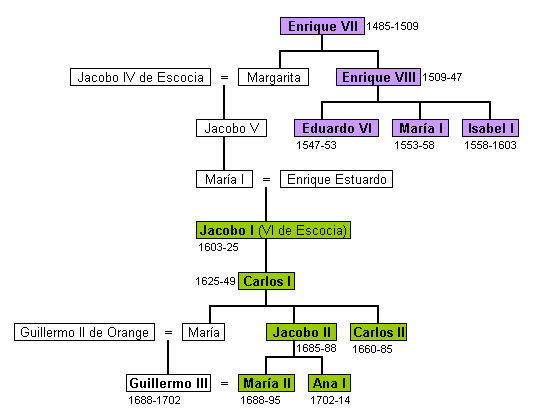
Árbol genealógico de los reyes de Inglaterra de la dinastía Tudor (en morado) y Estuardo (en verde).

## Pretendientes

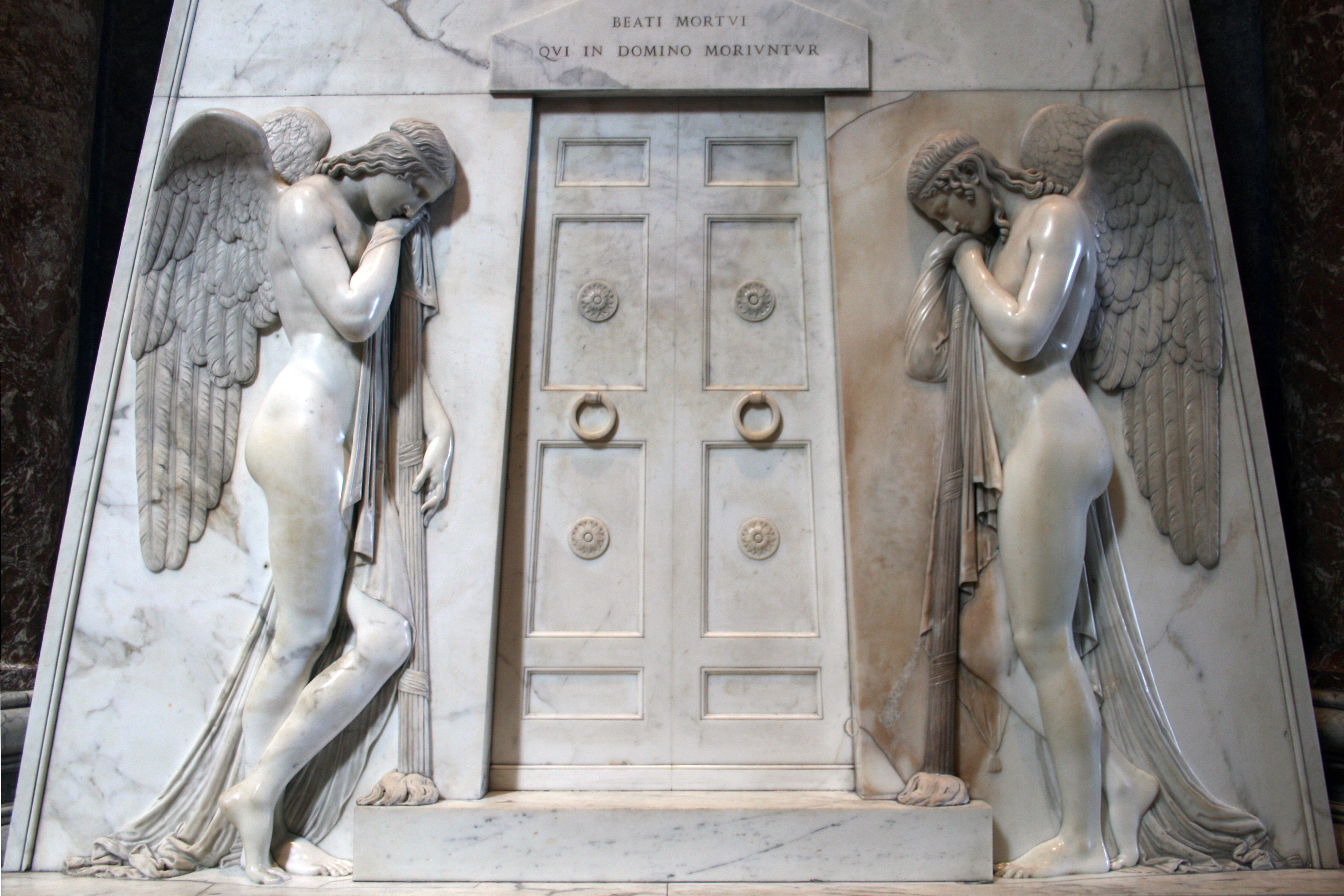
La tumba de los últimos miembros de la dinastía de los Estuardo, en San Pedro del Vaticano (1819) - Obra de Antonio Canova.

- Jacobo Francisco Estuardo, conocido como el Viejo Pretendiente, reclamó el trono como Jacobo VIII de Escocia y Jacobo III de Inglaterra (1701–1766)
- Carlos Eduardo Estuardo, el Joven Pretendiente, reclamó el trono como Carlos III (1766–1788)
- Enrique Benedicto Estuardo, que reclamó el trono como Enrique IX de Inglaterra (1766–1807). A su muerte los derechos dinásticos pasaron al exrey Carlos Manuel IV de Cerdeña, pretendiente con el nombre de Carlos IV.

| Predecesor: Casa de Bruce | Casa reinante en el trono de Escocia 1371 – 1714              | Sucesor: Casa de Hannover |
| Predecesor: Casa de Tudor | Casa reinante en el trono de Inglaterra e Irlanda 1603 – 1714 | Sucesor: Casa de Hannover |